# フッ化シアン
フッ化シアン（フッかシアン、英: Cyanogen fluoride）は、炭素と窒素、フッ素からなる化合物で、常温では毒性と催涙性、激しい臭気のある気体である。低温では無色の粉末であり、昇華する。有機合成化学の原料として使用される。
フッ化シアヌル(C3N3F3)の熱分解により生じる。
{\displaystyle {\ce {C3N3F3 -> 3CNF}}}
分子構造は直線状で、結合距離はフッ素-炭素間が1.264Å、炭素-窒素間が1.157Åであり、炭素-窒素間は三重結合である。